# Ficus nitidifolia
Ficus nitidifolia är en mullbärsväxtart som beskrevs av Bur.. Ficus nitidifolia ingår i släktet fikonsläktet, och familjen mullbärsväxter. Inga underarter finns listade i Catalogue of Life.